# Туркіно
Пік Туркіно, Піко-Туркіно (ісп. Pico Turquino) — гора в Центральній Америці (Північна Америка), висотою — 1974 метри. Розташована на території національного парку Туркіно, у південно-східній частині острова Куба, в провінції Сантьяго-де-Куба. Найвища вершина Куби.

## Географія
Гора розташована в центральній частині гірського хребта Сьєрра-Маестра, в районі, з великою кількістю невеликих річок, густих лісів, долин і багатьох піків. Для того, щоб дістатися до неї, необхідно йти звивистим шляхом, долаючи на шляху часті круті підйоми. Шлях проходить через добре збереженні та унікальні природні ландшафти, з великою різноманітністю флори та фауни. На площі 229,4 км², навколо піку, розташований «Національний парк Туркіно». Пік Туркіно є єдиним місцем на Кубі, де був зафіксований снігопад в двадцятому столітті, а саме 14 лютого 1900 року. Доповіді про попередні снігопади не мають достовірних підтверджень.
Висота гори 1974 метри над рівнем моря. Відносна висота — 1974 м, за іншими даними абсолютна і відносна висоти становлять — 2005 м.